# Wallau
Wallau est un quartier de la ville de Biedenkopf.
Comptant environ 3 600 résidents, c'est le noyau urbain le plus important de la ville.